# Спельта
Спе́льта (лат. Tríticum spélta L.) — дуже поширена на світанку людської цивілізації зернова культура, вид роду пшениця.

## Будова
Вирізняється зерном з невимолочуваними плівками, ламкістю колоса, цегляно-червоним або блідим забарвленням, невибагливістю.
На відміну від інших сортів пшениці, спельта має 42 хромосоми. А полба має лише 28 хромосом.

## Харчова цінність
| Спельта, в сухому вигляді Харчова цінність в 100 г продукту |          |
| --- | -------- |
| Енергетична цінність 339 ккал / 1415 кДж |          |
| \| Вода \| 11,02 г \| \| Білки \| 14,57 г \| \| Жири \| 2,43 г \| \| поліненасичені \| 1,258 г \| \| Вуглеводи \| 70,19 г \| \| крохмаль \| 53,92 г \| \| баластна речовина \| 10,7 г \| \| \| \| \| Тіамін (B1) \| 0,364 мг \| \| Рибофлавін (B2) \| 0,113 мг \| \| Ніацин (B3) \| 6,843 мг \| \| Піридоксин (B6) \| 0,230 мг \| \| Фолацин (B9) \| 45 мкг \| \| Токоферол (вітам. E) \| 0,79 мг \| \| \| \| \| Залізо \| 4,44 мг \| \| Магній \| 136 мг \| \| Фосфор \| 401 мг \| \| Цинк \| 3,28 мг \| \| \| \| |          |
| Джерело: USDA Nutrient database |          |
| Вода | 11,02 г  |
| Білки | 14,57 г  |
| Жири | 2,43 г   |
| поліненасичені | 1,258 г  |
| Вуглеводи | 70,19 г  |
| крохмаль | 53,92 г  |
| баластна речовина | 10,7 г   |
| |          |
| Тіамін (B1) | 0,364 мг |
| Рибофлавін (B2) | 0,113 мг |
| Ніацин (B3) | 6,843 мг |
| Піридоксин (B6) | 0,230 мг |
| Фолацин (B9) | 45 мкг   |
| Токоферол (вітам. E) | 0,79 мг  |
| |          |
| Залізо | 4,44 мг  |
| Магній | 136 мг   |
| Фосфор | 401 мг   |
| Цинк | 3,28 мг  |
| |          |

## Історія
Спельта є результатом природної гібридизації полби справжньої (Triticum dicoccum) та дикорослої пшениці егілопс (Aegilops tauschii).
Область походження (імовірно) — Середземномор'я. Вирощувалася у Західній, Центральній та Південній Європі, Середній Азії та інших місцях. Пізніше була витіснена хоч і набагато більш вимогливою до клімату та менш стійкою до хвороб, але значно більш врожайною Triticum aestivum L., станом на 21 сторіччя займає незначну частку світових посівних площ.
Найдавніші знахідки спельти датуються 2 тисячоліттям до н. е. і розташовані на території Швейцарських та Італійських Альп. Пізніші знахідки: Німеччина, Чехія, Словаччина, південь Італії.
Радянський генетик Микола Вавілов досліджував спельту, бо бачив у ній великий генетичний потенціал для створення нових сортів пшениць.

## В Україні
На території сучасної України цю культуру почали вирощувати в кінці другого тисячоліття до нашої ери. Влітку 1940 року Вавілов із кількома своїми помічниками в експедиції по Прикарпаттю знайшли спельту. До 60 років 20 сторіччя полбу і спельту вирощували в Українських і Словацьких Карпатах. У 2000-х Федір Парій ідентифікував спельту, яку місцеві називали дідівська пшеничка, на Західній Україні у місцевого селянина.
Перехід вирощування спельти до м'якої та твердої пшениць дозволив підняти урожай і полегшити його перероблення, оскільки їхнє насіння не мало міцної луски. Проте були втрачені цінні властивості спельти: витривалість до несприятливих чинників при вирощуванні. Наразі хліб зі спельти можна придбати у супермаркетах у розділах екологічної їжі.
В Україні зареєстровано два сорти спельти, що були отримані Всеукраїнським науковим інститутом селекції: Зоря України (2012 р.) та Європа (2015 р.). «Зоря України», виведена Федором Парієм, містить у зерні 24 % білка, тоді як звичайна озима пшениця — 12-13 %, яра пшениця — 14-15 %, а клейковини — 53 % (звичайні — 26-28 %). За три роки досліджень урожайність «Зорі України» склала у середньому 42,8 центнера, тоді як контрольні сорти м'якої пшениці дали по 57-62,2 центнера. Попри низьку врожайність спельта дає з гектара у зерні 1 тонну 60 кілограмів білка, а контрольні пшениці — 713—802 кілограми. В «Європі» вміст білка в зерні менший і становить 20-21 %:, вміст клейковини — 47,2 %, урожайність за 2011—2013 рр. становила 58 центнерів. Перевагою «Європи» є те, що насіння гарно вимолочується (при обмолоті 90 % зерна відділяється від плівок).
Виробляти хліб зі спельти розпочав Київхліб.

## Переваги та недоліки
Порівняно з поширеними видами пшениці — має ряд переваг і недоліків.
- Добре переносить низькі температури на різних стадіях розвитку.
- Має схильність до вилягання обумовлена висотою рослини (від 100 до 170 см). Водночас такий розмір рослини дає змогу розвинутися дуже потужному колосу (до 27 см).
- Урожайність спельти становить всього 70–80 % від врожайності звичайної пшениці. Лише сорт Європа має 90 %.
- Щоб отримати готове для споживання зерно спельта потребує окремої процедури — вимолочення зерна (позбавлення лусок), для чого використовуються відцентрові машини.
- Має високий вміст протеїну (до 25 %) та клейковини (до 50 %)[6].
- Рослина стійка проти багатьох хвороб (септоріоз листків, бура іржа, борошниста роса).
- В насінні спельти міститься мінімальна кількість глютену. Хліб з неї можуть вживати люди з алергією на глютен[3].

## Галерея

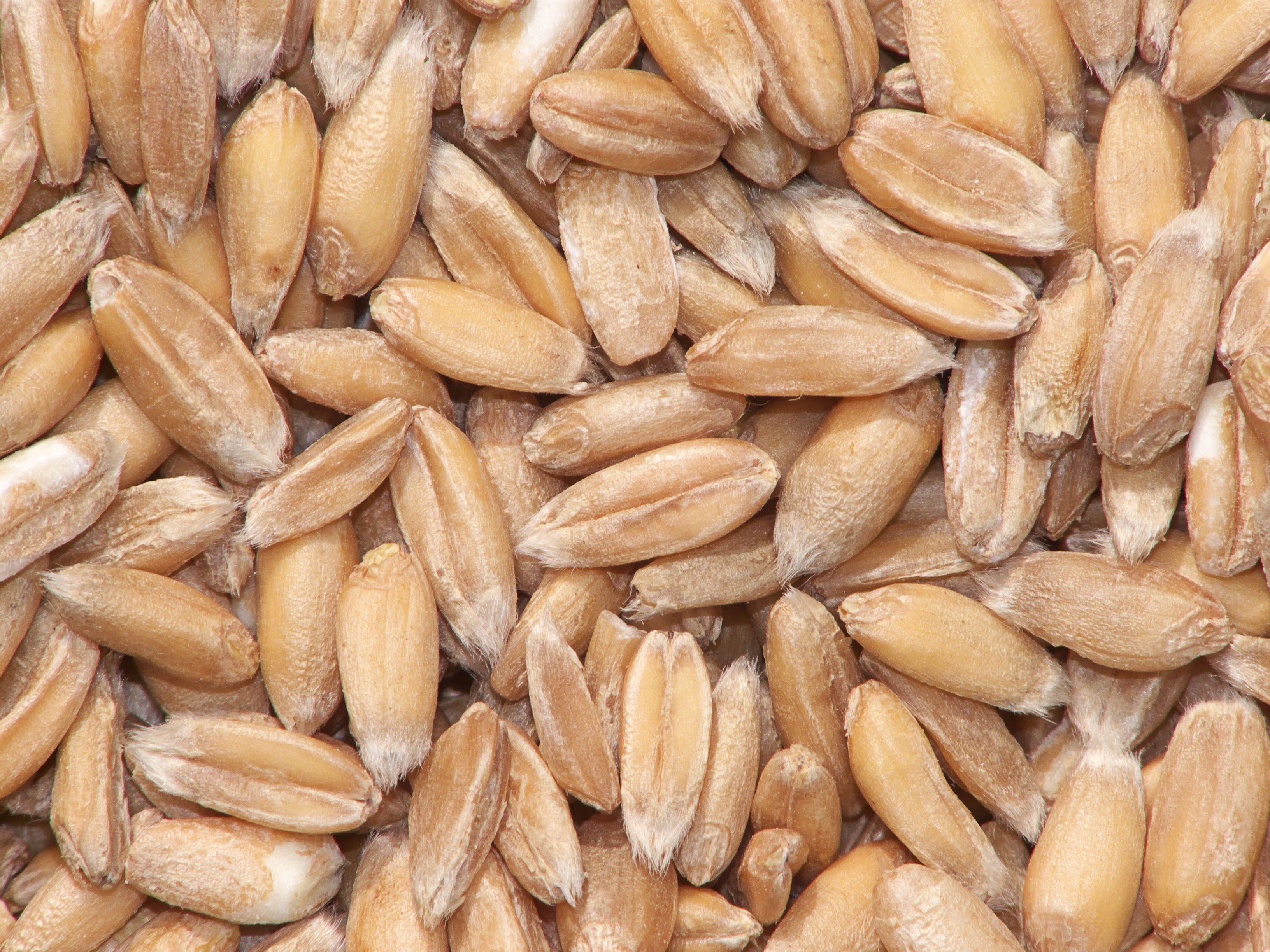
Насіння
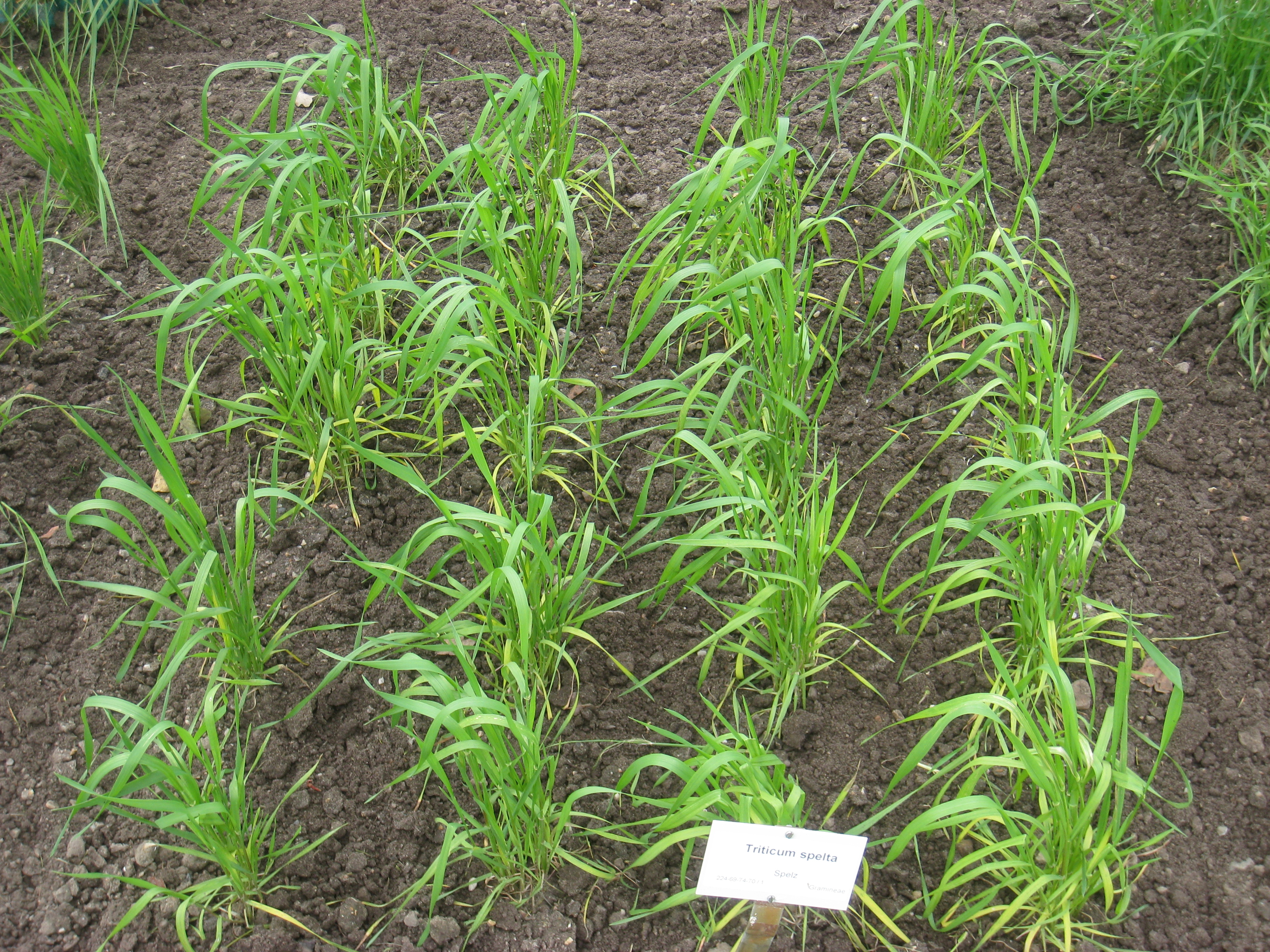
Сходи
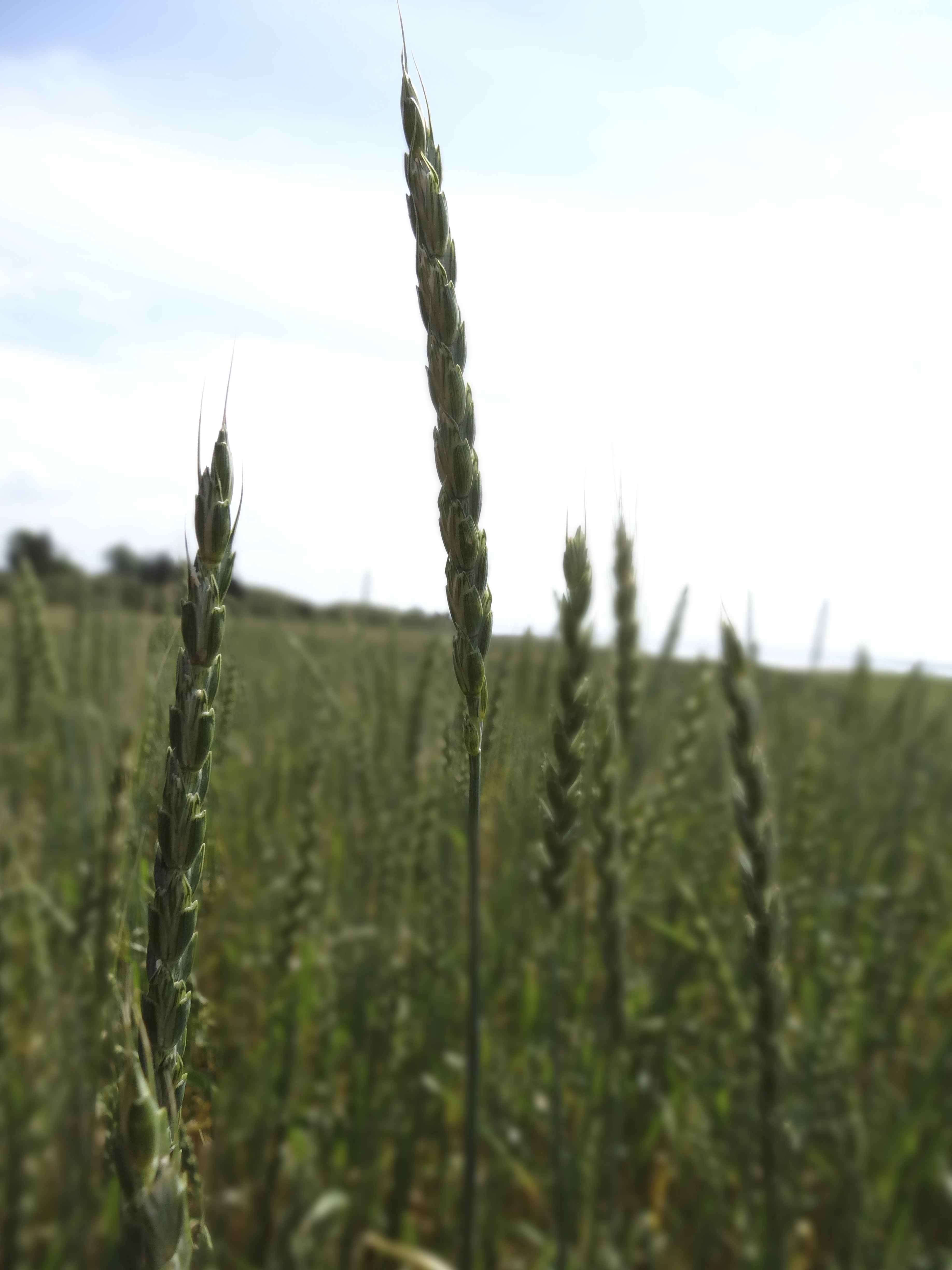
Колоски
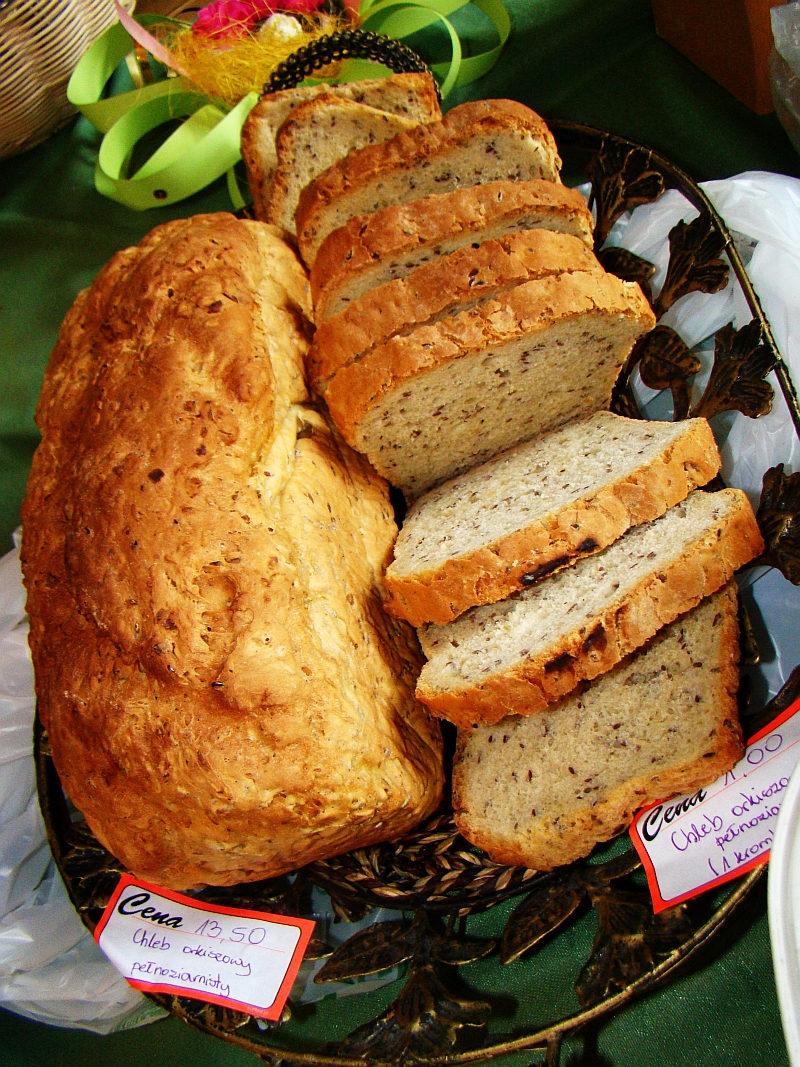
Хліб зі спельти